# Distrito de Lyon
El distrito de Lyon es un distrito (en francés arrondissement) de Francia, que se localiza en el departamento de Ródano (en francés Rhône), de la région de Auvernia-Ródano-Alpes. Cuenta con 43 cantones y 162 comunas.

## División territorial

### Cantones
Los cantones del distrito de Lyon son:
1. Cantón de L'Arbresle
2. Cantón de Bron
3. Cantón de Caluire-et-Cuire
4. Cantón de Condrieu
5. Cantón de Décines-Charpieu
6. Cantón de Écully
7. Cantón de Givors
8. Cantón de Irigny
9. Cantón de Limonest
10. Cantón de Lyon-1
11. Cantón de Lyon-2
12. Cantón de Lyon-3
13. Cantón de Lyon-4
14. Cantón de Lyon-5
15. Cantón de Lyon-6
16. Cantón de Lyon-7
17. Cantón de Lyon-8
18. Cantón de Lyon-9
19. Cantón de Lyon-10
20. Cantón de Lyon-11
21. Cantón de Lyon-12
22. Cantón de Lyon-13
23. Cantón de Lyon-14
24. Cantón de Meyzieu
25. Cantón de Mornant
26. Cantón de Neuville-sur-Saône
27. Cantón de Oullins
28. Cantón de Rillieux-la-Pape
29. Cantón de Sainte-Foy-lès-Lyon
30. Cantón de Saint-Fons
31. Cantón de Saint-Genis-Laval
32. Cantón de Saint-Laurent-de-Chamousset
33. Cantón de Saint-Priest
34. Cantón de Saint-Symphorien-d'Ozon
35. Cantón de Saint-Symphorien-sur-Coise
36. Cantón de Tassin-la-Demi-Lune
37. Cantón de Vaugneray
38. Cantón de Vaulx-en-Velin
39. Cantón de Vénissieux-Nord
40. Cantón de Vénissieux-Sud
41. Cantón de Villeurbanne-Centre
42. Cantón de Villeurbanne-Nord
43. Cantón de Villeurbanne-Sud

### Comunas
| 1. Albigny-sur-Saône (69003)           | 2. Ampuis (69007)                       | 3. L'Arbresle (69010)                     | 4. Aveize (69014)                       |
| 5. Bessenay (69021)                    | 6. Bibost (69022)                       | 7. Brignais (69027)                       | 8. Brindas (69028)                      |
| 9. Bron (69029)                        | 10. Brullioles (69030)                  | 11. Brussieu (69031)                      | 12. Bully (69032)                       |
| 13. Cailloux-sur-Fontaines (69033)     | 14. Caluire-et-Cuire (69034)            | 15. Chambost-Longessaigne (69038)         | 16. Champagne-au-Mont-d'Or (69040)      |
| 17. La Chapelle-sur-Coise (69042)      | 18. Chaponnay (69270)                   | 19. Chaponost (69043)                     | 20. Charbonnières-les-Bains (69044)     |
| 21. Charly (69046)                     | 22. Chassagny (69048)                   | 23. Chasselay (69049)                     | 24. Chassieu (69271)                    |
| 25. Chaussan (69051)                   | 26. Chevinay (69057)                    | 27. Les Chères (69055)                    | 28. Civrieux-d'Azergues (69059)         |
| 29. Coise (69062)                      | 30. Collonges-au-Mont-d'Or (69063)      | 31. Colombier-Saugnieu (69299)            | 32. Communay (69272)                    |
| 33. Condrieu (69064)                   | 34. Corbas (69273)                      | 35. Courzieu (69067)                      | 36. Couzon-au-Mont-d'Or (69068)         |
| 37. Craponne (69069)                   | 38. Curis-au-Mont-d'Or (69071)          | 39. Dardilly (69072)                      | 40. Dommartin (69076)                   |
| 41. Duerne (69078)                     | 42. Décines-Charpieu (69275)            | 43. Feyzin (69276)                        | 44. Fleurieu-sur-Saône (69085)          |
| 45. Fleurieux-sur-l'Arbresle (69086)   | 46. Fontaines-Saint-Martin (69087)      | 47. Fontaines-sur-Saône (69088)           | 48. Francheville (69089)                |
| 49. Genas (69277)                      | 50. Genay (69278)                       | 51. Givors (69091)                        | 52. Grigny (69096)                      |
| 53. Grézieu-la-Varenne (69094)         | 54. Grézieu-le-Marché (69095)           | 55. Les Haies (69097)                     | 56. Les Halles (69098)                  |
| 57. Haute-Rivoire (69099)              | 58. Irigny (69100)                      | 59. Jonage (69279)                        | 60. Jons (69280)                        |
| 61. Larajasse (69110)                  | 62. Lentilly (69112)                    | 63. Limonest (69116)                      | 64. Lissieu (69117)                     |
| 65. Loire-sur-Rhône (69118)            | 66. Longes (69119)                      | 67. Longessaigne (69120)                  | 68. Lyon (69123)                        |
| 69. Marcilly-d'Azergues (69125)        | 70. Marcy-l'Étoile (69127)              | 71. Marennes (69281)                      | 72. Messimy (69131)                     |
| 73. Meys (69132)                       | 74. Meyzieu (69282)                     | 75. Millery (69133)                       | 76. Mions (69283)                       |
| 77. Montagny (69136)                   | 78. Montanay (69284)                    | 79. Montromant (69138)                    | 80. Montrottier (69139)                 |
| 81. Mornant (69141)                    | 82. La Mulatière (69142)                | 83. Neuville-sur-Saône (69143)            | 84. Nuelles (69144)                     |
| 85. Orliénas (69148)                   | 86. Oullins (69149)                     | 87. Pierre-Bénite (69152)                 | 88. Poleymieux-au-Mont-d'Or (69153)     |
| 89. Pollionnay (69154)                 | 90. Pomeys (69155)                      | 91. Pusignan (69285)                      | 92. Quincieux (69163)                   |
| 93. Rillieux-la-Pape (69286)           | 94. Riverie (69166)                     | 95. Rochetaillée-sur-Saône (69168)        | 96. Rontalon (69170)                    |
| 97. Sain-Bel (69171)                   | 98. Saint-André-la-Côte (69180)         | 99. Saint-Andéol-le-Château (69179)       | 100. Saint-Bonnet-de-Mure (69287)       |
| 101. Saint-Clément-les-Places (69187)  | 102. Saint-Cyr-au-Mont-d'Or (69191)     | 103. Saint-Cyr-sur-le-Rhône (69193)       | 104. Saint-Didier-au-Mont-d'Or (69194)  |
| 105. Saint-Didier-sous-Riverie (69195) | 106. Saint-Fons (69199)                 | 107. Saint-Genis-Laval (69204)            | 108. Saint-Genis-l'Argentière (69203)   |
| 109. Saint-Genis-les-Ollières (69205)  | 110. Saint-Germain-au-Mont-d'Or (69207) | 111. Saint-Germain-sur-l'Arbresle (69208) | 112. Saint-Jean-de-Touslas (69213)      |
| 113. Saint-Julien-sur-Bibost (69216)   | 114. Saint-Laurent-d'Agny (69219)       | 115. Saint-Laurent-de-Chamousset (69220)  | 116. Saint-Laurent-de-Mure (69288)      |
| 117. Saint-Laurent-de-Vaux (69221)     | 118. Saint-Martin-en-Haut (69227)       | 119. Saint-Maurice-sur-Dargoire (69228)   | 120. Saint-Pierre-de-Chandieu (69289)   |
| 121. Saint-Pierre-la-Palud (69231)     | 122. Saint-Priest (69290)               | 123. Saint-Romain-au-Mont-d'Or (69233)    | 124. Saint-Romain-en-Gal (69235)        |
| 125. Saint-Romain-en-Gier (69236)      | 126. Saint-Sorlin (69237)               | 127. Saint-Symphorien-d'Ozon (69291)      | 128. Saint-Symphorien-sur-Coise (69238) |
| 129. Sainte-Catherine (69184)          | 130. Sainte-Colombe (69189)             | 131. Sainte-Consorce (69190)              | 132. Sainte-Foy-l'Argentière (69201)    |
| 133. Sainte-Foy-lès-Lyon (69202)       | 134. Sarcey (69173)                     | 135. Sathonay-Camp (69292)                | 136. Sathonay-Village (69293)           |
| 137. Savigny (69175)                   | 138. Simandres (69295)                  | 139. Solaize (69296)                      | 140. Soucieu-en-Jarrest (69176)         |
| 141. Sourcieux-les-Mines (69177)       | 142. Souzy (69178)                      | 143. Sérézin-du-Rhône (69294)             | 144. Taluyers (69241)                   |
| 145. Tassin-la-Demi-Lune (69244)       | 146. Ternay (69297)                     | 147. Thurins (69249)                      | 148. La Tour-de-Salvagny (69250)        |
| 149. Toussieu (69298)                  | 150. Trèves (69252)                     | 151. Tupin-et-Semons (69253)              | 152. Vaugneray (69255)                  |
| 153. Vaulx-en-Velin (69256)            | 154. Vernaison (69260)                  | 155. Villechenève (69263)                 | 156. Villeurbanne (69266)               |
| 157. Vourles (69268)                   | 158. Vénissieux (69259)                 | 159. Yzeron (69269)                       | 160. Échalas (69080)                    |
| 161. Écully (69081)                    | 162. Éveux (69083)                      |                                           |                                         |